# Agrostis sikkimensis
Agrostis sikkimensis é uma espécie de gramínea do gênero Agrostis, pertencente à família Poaceae.